# Emma Stølen Godø
Emma Stølen Godø (* 31. Mai 2000) ist eine norwegische Fußballspielerin.

## Karriere

### Verein
Nach ihrer Jugend beim Midsund IL, schloss sich Stølen Godø im Jahr 2015 Molde FK an. Nach einigen Jahren in der zweiten Liga mit diesem Klub wechselte sie im August 2019 in die erstklassige Toppserien zu Lyn Oslo. Im November 2021 unterschrieb sie bei Lillestrøm SK Kvinner.

### Nationalmannschaft
Stølen Godø debütierte am 15. Februar 2023 für die norwegische A-Nationalmannschaft bei einem 1:0-Freundschaftsspielsieg über Uruguay, als sie in der 66. Minute für Frida Leonhardsen Maanum eingewechselt wurde.
Am 19. Juni 2023 wurde sie nicht in den Kader der Mannschaft der Weltmeisterschaft 2023 nominiert, jedoch als Reservespielerin benannt.